# BattleBots: Beyond the BattleBox
BattleBots: Beyond the BattleBox est un jeu vidéo d'action fondé sur la licence BattleBots développé par Cave+Barn Studios et Pipe Dream Interactive, édité par Majesco Entertainment. Il est sorti en 2002 sur Game Boy Advance.
Il a pour suite BattleBots: Design and Destroy.

## Accueil
- GameSpot : 5,5/10[1]
- IGN : 5/10[2]